# Austroargiolestes aureus
Austroargiolestes aureus – gatunek ważki z rodzaju Austroargiolestes należącego do rodziny Argiolestidae.
Imagines ubarwione czarno-pomarańczowo z przynajmniej zaudtkiem i przodem czoła żółtawymi.
Ważka ta jest endemitem północno-wschodniej Australii, gdzie rozmnaża się w strumieniach.